# 象頭山 (香川県)
象頭山（ぞうずさん）は、香川県の西部に位置する山である。この独立峰の山塊全体を琴平山とすると南側半分が象頭山であり、北側半分は大麻山（おおさやま）であり、両方合わせた全体を「象頭山」として瀬戸内海国立公園、名勝、天然記念物に指定され、香川のみどり百選にも選ばれている。

## 概要
当山は標高538 mで、西へ約500 mの地点の標高521.2 mに三角点があり、南東へ約300 m行くと標高524 mで狭義の琴平山があり、北西へ約1.5 km行くと大麻山でこの山塊最高地点の標高616.3 mとなる。金刀比羅宮とその奥宮とその関連地は仲多度郡琴平町であり、北麓は善通寺市で、南麓は三豊市が占め、「象頭山」の名は、琴平街道から眺めた山容が象の頭を思わせることから付けられたといい目に当たる部分に同宮がある。地質は下位から花崗岩、凝灰角礫岩、讃岐岩質安山岩である。花崗岩の風化によって崩れている不完全なメサである。
かつて旧日本陸軍第11師団の善通寺陸軍作業場があり訓練などにも使われた。
江戸時代、歌川広重に描かれた『 讃岐象頭山遠望』（寛政・安政期）では禿山になっている山体が描かれている。家屋の建築や日常生活（薪・家具）などに使われたためだが高松藩によって伐採禁止令が出された。この他にも江戸時代には象頭山を対象にした絵図や詩が残されている。
- 林鵞峰と息子の林鳳岡父子がまとめた『讃州象頭山十二境』（寛文11年）。
- 歌川国貞が『象頭山ノ化現』（嘉永・安政期）を描いている[3]。
- 狩野安信と狩野時信によって『象頭山十二景図』には12の景勝地が描かれている[4]。

左右桜陣・後前竹囲・前池躍魚・裏谷遊鹿　
群嶺松雪・幽軒梅月・雲林洪鐘・石淵新浴　
箸洗清漣・橋廊複道・五百長市・萬農曲水
- 『象頭山金毘羅大権現霊験記』（明和6年）。

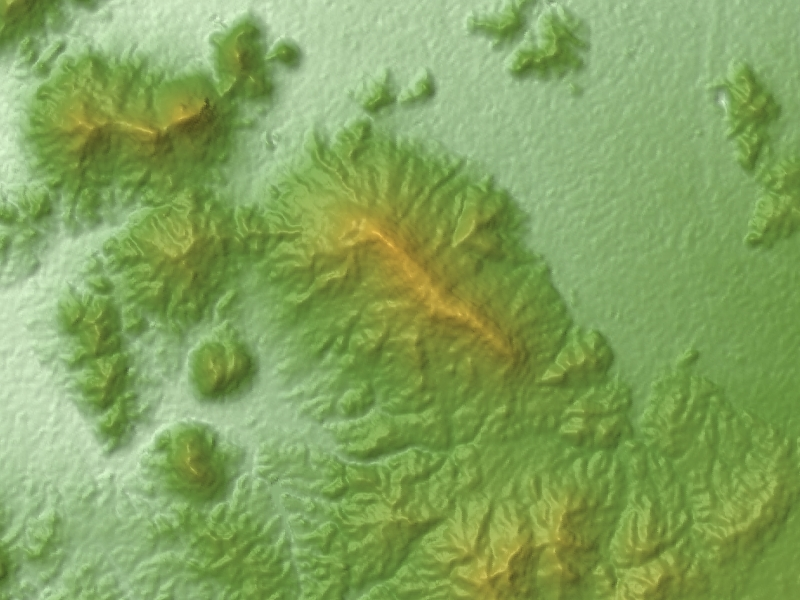
象頭山周辺の地形図
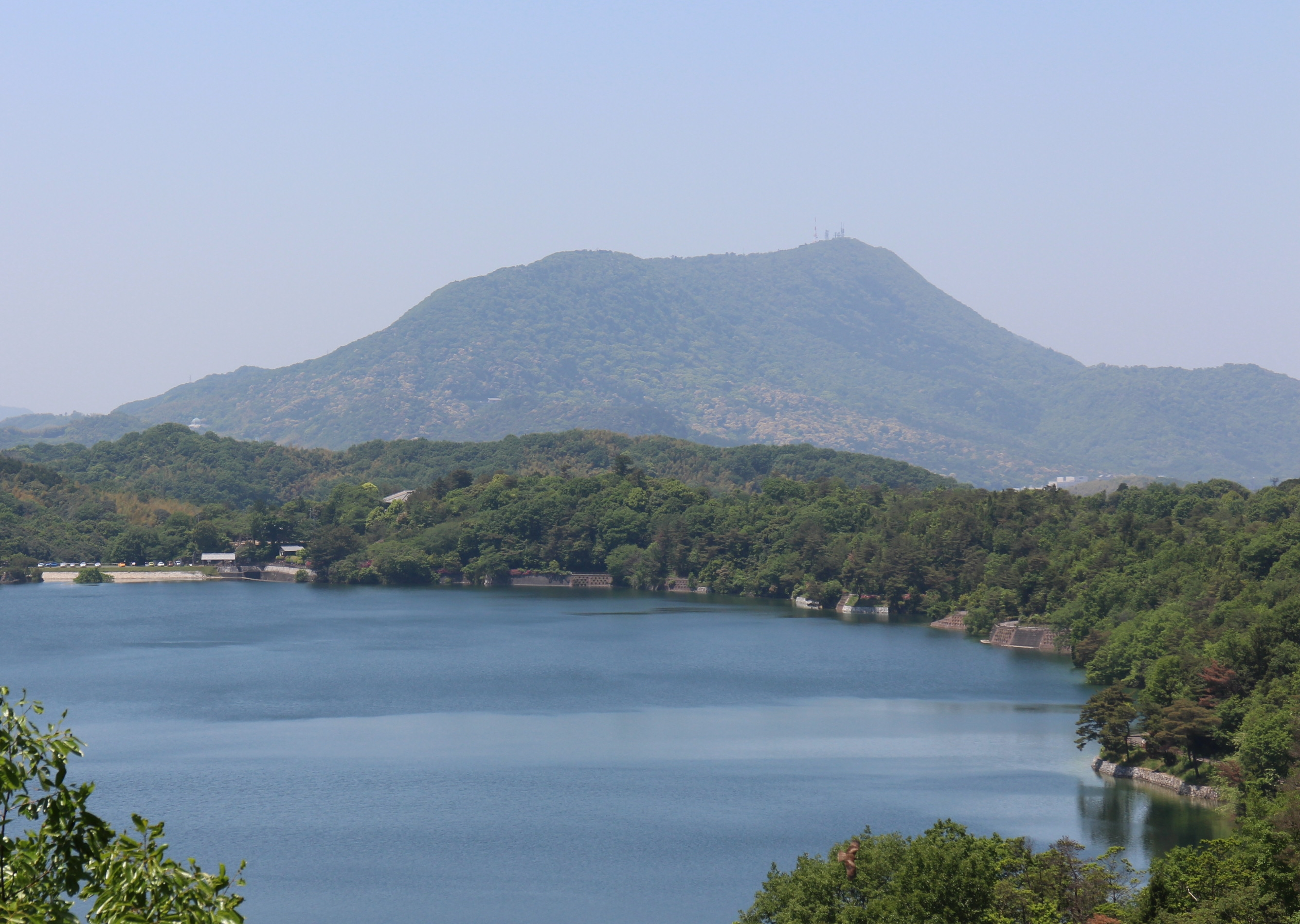
南東から
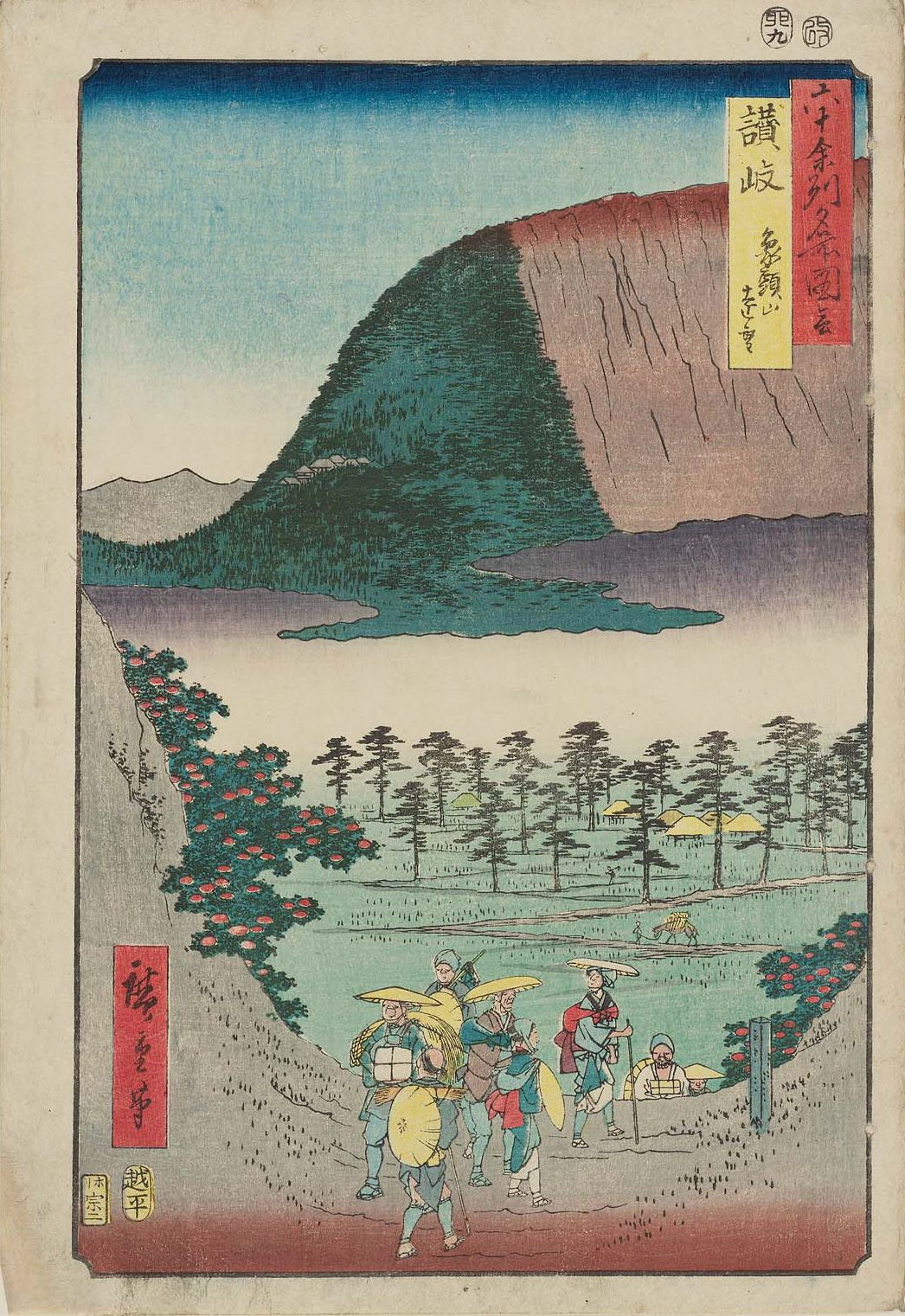
歌川広重

なお、釈迦がカッサパ3兄弟とその弟子千人を改宗させて説法をしたというインド中部の伽耶の西方の山のブラフマヨーニは、象頭山（ガヤーシールシャ、和名で伽耶山）と呼ばれていて、当山と山容が似ており、また、金毘羅大権現が鎮座した聖地であることから当山も象頭山と呼ばれた。だが、元亀4年（1573年）に金毘羅大権現が鎮座し隆盛する以前は、松尾寺があったことから松尾山と呼ばれていたとの説もある。

## 象頭山が登場する作品
- 『こんぴら船々』（民謡。金刀比羅宮#歴史も参照）
- 『暗夜行路』（小説。主人公の時任謙作が琴平を訪れ象頭山を眺める場面がある。）

## 交通アクセス
- JR土讃線琴平駅、高松琴平電気鉄道琴平線琴電琴平駅から西へ3 km

## 周辺
- 金刀比羅宮